# Insurance Australia Group
Insurance Australia Group — австралийская страховая компания со штаб-квартирой в Сиднее. Лидирует на рынке страхования имущества в Австралии.

## История
В 1920 году был основан основной предшественник группы, National Roads and Motorists' Association (NRMA, Национальная автодорожная ассоциация), к началу 1980-х годов ставшая крупнейшим негосударственным страховщиком имущества в штате Новый Южный Уэльс. В середине 1990-х годов ассоциация начала осваивать другие штаты Австралии. В 1998 году были куплены две страховые компании в штатах Западная Австралия и Южная Австралия, а также доля в таиландской страховой компании. В 2000 году страховые операции были отделены от автодорожных в самостоятельную компанию NRMA Insurance Group, акции которой были размещены на австралийской фондовой бирже. В 2001 году был куплен крупнейший страховщик Новой Зеландии, State Insurance. В 2002 году название группы было изменено на Insurance Australia Group (IAG). В 2003 году были куплены австралийская компания CGU и новозеландская NZI. В 2005 году присутствие в Азии было увеличено покупками в Таиланде и Малайзии. В 2007 году был куплен британский страховщик Equity Insurance Group, но уже в 2013 году он был продан. В 2012 году был сделан ещё ряд приобретений в Новой Зеландии, Малайзии, КНР и Вьетнаме. В 2013 году был куплен страховой бизнес австралийской компании Wesfarmers (за 1,845 млрд долларов). В 2015 году было создано партнёрство с Berkshire Hathaway. В 2017 году 9 дочерних компаний в Австралии были сгруппированы в две, Insurance Australia и Insurance Manufacturers of Australia. В 2018 году были проданы операции в Таиланде, Индонезии и Вьетнаме (японской Tokio Marine), а в 2021 году и в Малайзии.

## Деятельность
За 2020—21 финансовый год, закончившийся 30 июня 2021 года, страховые премии составили 12,55 млрд австралийских долларов, инвестиционный доход — 139 млн. Страховые выплаты составили 5,96 млрд долларов. Активы на конец года составили 33,4 млрд долларов, из них 12,4 млрд пришлось на инвестиции в ценные бумаги.
Основные подразделения:
- Прямое страхование в Австралии — розничные страховые услуги, предоставляемые под брендами NRMA, SGIO, SGIC, RACV (в штате Виктория), CGU и Poncho; 46 % выручки.
- Страхование через посредников — коммерческое страхование, осуществляемое через страховых брокеров и других посредников и партнёров; 32 % выручки.
- Страхование в Новой Зеландии — 22 % выручки.

## Дочерние компании
Основные дочерние компании на 2021 год:
- Insurance Australia Limited (Австралия)
- Insurance Manufacturers of Australia Pty Limited (Австралия, 70 %)
- IAG New Zealand Limited (Новая Зеландия)
- IAG Re Singapore Pte Ltd (Сингапур)